# Журче
Журче (на македонска литературна норма: Журче) е село в община Демир Хисар, Северна Македония.

## География
Журче е планинско село разположено на 700 m в Долен Демир Хисар, в източната част на община Демир Хисар, на 10 km североизточно от общинския център Демир Хисар. Землището на Журче е голямо, 22,6 km2, от които обработваемите площи са 291,5 ha, пасищата заемат 129,6 ha, а горите 1693,7 ha.

## История
В близост се намира един от някогашните популярни български манастири – Журечкият манастир „Свети Атанасий“ от 1617 година, известен също като манастира Журче. В църквата са запазени редица изображения, сред които и на Прохор Пчински, Йоаким Осоговски и други. В първата половина на XVII век е изписана гробищната селска църква „Света Богородица“ вероятно от майстори от Линотопската художествена школа.
През XIX век Журче е чисто българско село в Битолска кааза, нахия Демир Хисар на Османската империя. Според Васил Кънчов в 90-те години Журче има 50 християнски къщи с хубави гори над тях. Според статистиката му („Македония. Етнография и статистика“) в 1900 година Журже има 350 жители, всички българи християни.
На Етнографската карта на Битолския вилает на Картографския институт в София от 1901 година Журче е чисто българско село в Битолската каза на Битолския санджак с 58 къщи.
Според Никола Киров („Крушово и борбите му за свобода“) към 1901 година Журче има 40 български къщи.
По време на Илинденското въстание в 1903 година селото е нападнато от турски аскер и башибозук, като при нападението са изгорени 5 къщи. След въстанието селото получава помощи от българския владика Григорий Пелагонийски.
Цялото население на селото е под върховенството на Българската екзархия. По данни на секретаря на екзархията Димитър Мишев („La Macédoine et sa Population Chrétienne“) в 1905 година в Журче има 400 българи екзархисти.
При избухването на Балканската война 2 души от Журче са доброволци в Македоно-одринското опълчение.
В 1961 година Журче има 704 жители, които през 1994 намаляват драстично на 285, а според преброяването от 2002 година селото има 255 жители, от които 254 македонци и един влах.
| Националност | Всичко |
| македонци    | 254    |
| албанци      | 0      |
| турци        | 0      |
| роми         | 0      |
| власи        | 1      |
| сърби        | 0      |
| бошняци      | 0      |
| други        | 0      |

Селото има Основно училище „Гоце Делчев“ до V отделение, филиално училишще на ОУ „Гоце Делчев“ – Демир Хисар. В 1976 година е изграден параклисът „Свети Илия“.

## Личности
Родени в Журче
- Васил Мицев, български революционер от ВМОРО, четник на Георги Сугарев[13]
- Велко Цветанов, участник в Илинденско-Преображенското въстание, ранен в първия ден на въстанието, заклан с майка си при разгрома на въстанието[14]
- Георги Петров, български опълченец, I опълченска дружина, към 1918 година живее в Ломско[15]
- Здраве Кузманов Чолака, български революционер, войвода на журечката чета, участвал в защитата на Крушевската република в Илинденско-Преображенското въстание с отряда на Питу Гули[16][14]
- Иван Стойков – Боримечката, четник при Веле Марков в Крушевско през 1902 година[17]
- Илия Чачор, селски първенец, участник в Илинденско-Преображенското въстание[14]
- Йоан Колев, участник в Илинденско-Преображенското въстание[14]
- Йонче Митрев, участник в Илинденско-Преображенското въстание[14]
- Миайле Найдов Георгов, участник в Илинденско-Преображенското въстание[14]
- Нове Йошев Лозанов, български революционер от ВМОРО[18][14]
- Пане Талев, участник в Илинденско-Преображенското въстание[14]
- Петко Христов, български революционер от ВМОРО, четник на Иван Наумов Алябака[19]
- Петре Христов Николов, български революционер от ВМОРО[20]
- Петър Журски (1882 – ?), български революционер от ВМОРО
- Стефан Борозана (? – 1903), български революционер от ВМОРО, четник на Пито гули, загинал в Крушево[21]
- Стефан Мангела, участник в Илинденско-Преображенското въстание,[14] загинал в първия ден на въстанието при превземането на хюкюмата в Крушево[22]
- Стефан Найдов Стоянов, български революционер от ВМОРО[23][14]
- Йосиф Бошевски (1948 – 2010), бригаден генерал от Северна Македония
- Христо Стоянов Георгиев, български революционер от ВМОРО[24]

Починали в Журче
- Блаже Кръстев Биринчето (1873 – 1911), български революционер, взел дейно участие в отблъскването на въоръжената сръбска пропаганда в Македония
- Йосиф Бошевски (1948 – 2010), бригаден генерал от Северна Македония